# Bruyères-et-Montbérault

Bruyères-et-Montbérault este o comună în departamentul Aisne din nordul Franței. În 1 ianuarie 2022 avea o populație de 1.419 de locuitori.